# 1941.
 Ovo je članak o godini. Za film iz 1979. sa Danom Aykroydom pogledajte 1941. (1979.).
◄ | 19. stoljeće | 20. stoljeće | 21. stoljeće | ►
◄ | 1910-ih | 1920-ih | 1930-ih | 1940-ih | 1950-ih | 1960-ih | 1970-ih | ►
◄◄ | ◄ | 1938. | 1939. | 1940. | 1941. | 1942. | 1943. | 1944. | ► | ►►
Arhitektura • Astronautika • Astronomija • Biologija • Film • Fotografija • Glazba • Kazalište • Kemija • Kiparstvo • Knjige • Književnost • Kršćanstvo • Meteorologija • Medicina • Planinarstvo • Politika • Pravo • Promet • Slikarstvo • Strip • Šport • Televizija • Znanost • Zrakoplovstvo • Željeznički promet

## Događaji
- 20. srpnja – Nadbiskup Alojzije Stepinac otvorio Kapelu Corpus Domini na zagrebačkoj Trešnjevci.
- 31. siječnja – Pomorska bitka između otoka Lastova i Sušca između 3 talijanska broda i nepoznate podmornice ( postoji mogućnost da je bitka bila dio grčko-talijanskog rata).
- 25. ožujka – Predsjednik jugoslavenske Vlade, Dragiša Cvetković, potpisao sporazum o pristupanju Jugoslavije Trojnom paktu Njemačke, Italije i Japana.
- 27. ožujka – Generali jugoslavenske vojske, Dušan Simović i Borivoje Mirković, izvršili vojni udar: oborili jugoslavenskog kneza Pavla Karađorđevića, Vladu, i na vlast doveli maloljetnog kralja Petra II. Karađorđevića.
- 6. travnja – Operacija Kazneni sud, bombardiran Beograd, Napad Njemačke i Italije na Kraljevinu Jugoslaviju i Grčku.
- 10. travnja – Proglašena Nezavisna Država Hrvatska.
- 14. svibnja – Otok Mljet koji je prethodno Rimskim ugovorima prepušten Kraljevini Italiji, okupirale su talijanske oružane snage.
- 22. lipnja – Operacija Barbarossa, napad Njemačke na Sovjetski Savez.
- 22. lipnja – Osnovan Prvi sisački partizanski odred u Brezovici kod Siska, početak oružanog otpora u Jugoslaviji i okupiranoj Europi.
- 4. srpnja – Komunistička partija Jugoslavije objavila proglas kojim poziva sve jugoslavenske narode na oružani ustanak protiv okupatora.
- 7. srpnja – Počeo partizanski ustanak u Srbiji.
- 26. srpnja – Nezavisna Država Hrvatska uvela kunu kao državnu valutu.[1]
- 14. kolovoza – Britanski premijer Winston Churchill i američki predsjednik Franklin D. Roosevelt objavili su Atlantsku povelju koja definira savezničke ratne ciljeve i predstavlja prvi stupanj povelje UN.
- 7. prosinca – Napad Japana na pomorsku bazu Sjedinjenih Američkih Država u Pearl Harboru na Havajima.
- 8. prosinca – SAD objavljuju rat Japanu.

## Rođenja

### Siječanj – ožujak
- 14. siječnja – Faye Dunaway, američka glumica
- 21. siječnja – Plácido Domingo, španjolski operni pjevač
- 29. siječnja – Simo Nikolić, hrvatski jedriličar († 2012.)
- 8. veljače – Nick Nolte, američki glumac
- 15. veljače – Ružica Meglaj Rimac, hrvatska košarkaška reprezentativka († 1996.)
- 27. veljače – Paddy Ashdown, britanski političar
- 1. ožujka – Zvjezdan Linić, hrvatski katolički svećenik († 2013.)
- 3. ožujka – Vlado Milunić, češki arhitekt hrvatskog porijekla
- 4. ožujka – Josip Kopjar, hrvatski katolički svećenik († 2004.)
- 16. ožujka – Bernardo Bertolucci, talijanski filmski redatelj i scenarist († 2018.)
- 19. ožujka – fra Jozo Zovko, hrv. katolički svećenik iz BiH
- 20. veljače – Alexander Gauland, njemački pravnik, publicist i političar

### Travanj – lipanj
- 5. travnja – Michael Moriarty, američki glumac
- 7. travnja – Gorden Kaye, britanski glumac († 2017.)
- 12. travnja – Bobby Moore, engleski nogometaš i trener († 1993.)
- 14. travnja – Julie Christie, britanska glumica
- 16. travnja – Rosángela Balbó, meksičko-talijanska glumica († 2011.)
- 20. travnja – Ryan O'Neal, američki glumac
- 24. travnja – Richard Holbrooke, američki diplomat, novinski urednik i profesor († 2010.)
- 1. svibnja – Maja Perfiljeva, hrvatska autorica pjesama († 2019.)
- 21. svibnja – Rudolf Rabfeld, hrvatski kuglač i inženjer († 2021.)
- 2. lipnja – Charlie Watts, britanski glazbenik
- 9. lipnja – Jon Lord, britanski klavijaturist i skladatelj († 2012.)
- 27. lipnja – Krzysztof Kieślowski, poljski redatelj († 1996.)

### Srpanj – rujan
- 9. srpnja – Helena Buljan, hrvatska glumica
- 10. srpnja – Stephen Jay Gould, američki paleontolog († 2002.)
- 21. srpnja – Veljko Rogošić, hrvatski plivač († 2012.)
- 16. srpnja – Mišo Kovač, hrvatski pjevač
- 22. srpnja – George Clinton, američki pjevač
- 28. srpnja – Lela Margitić, hrvatska glumica
- 1. kolovoza – Ron Brown, američki političar († 1996.)
- 8. kolovoza – Anri Jergenia, 4. premijer Abhazije († 2020.)[2]
- 10. kolovoza – Ilija Zovko, hrvatski glumac († 2009.)
- 22. kolovoza – Marijan (Mario) Kosić, hrvatski motociklistički as († 2011.)
- 27. kolovoza – Cesária Évora, zelenoortska pjevačica († 2011.)
- 1. rujna – Mijo Lončarić, hrvatski jezikoslovac († 2023.)
- 15. rujna – Viktor Zubkov, ruski političar
- 19. rujna
  - Cass Elliot, američka pjevačica († 1974.)
  - Zdenko Vukasović, hrvatski nogometni vratar († 2021.)

### Listopad – prosinac
- 21. listopada – Koraljka Hrs, hrvatska glumica († 2023.)
- 22. listopada – Tonko Maroević, hrvatski pjesnik, književnik i akademik († 2020.)
- 24. listopada – Stipan Blažetin, hrvatski književnik († 2001.)
- 19. studenoga – Dan Haggerty, američki glumac († 2016.)
- 26. studenoga – Željko Sabol, hrvatski književnik († 1991.)
- 9. prosinca – Beau Bridges, američki glumac
- 15. prosinca – Zdravko Ćosić, hrvatski slikar († 2006.)
- 19. prosinca – Maurice White, američki pjevač i tekstopisac († 2016.)

## Smrti

### Siječanj – ožujak
- 4. siječnja – Henri Bergson, francuski filozof (* 1859.)
- 4. veljače – Ivo Kozarčanin, hrvatski književnik (* 1911.)
- 8. siječnja – Robert Baden Powell, osnivač svjetskog izviđačkog (skautskog) pokreta (* 1857.)
- 11. siječnja – Emanuel Lasker, svjetski prvak u šahu (* 1868.)
- 13. siječnja – James Joyce, irski književnik (* 1882.)
- 23. siječnja – Franjo Hanaman, hrvatski izumitelj (* 1878.)
- 4. veljače – Ivo Kozarčanin, hrvatski književnik (* 1911.)
- 7. veljače – Velimir Deželić stariji, hrvatski književnik, leksikograf i sveučilišni bibliotekar (* 1864.)
- 21. veljače – Frederick Banting, kanadski liječnik, nobelovac (* 1891.)
- 8. ožujka – Sherwood Anderson, američki književnik (* 1876.)
- 28. ožujka – Virginia Woolf, engleska književnica (* 1882.)

### Travanj – lipanj
- 1. svibnja – Ivan Kuhar, hrvatski pisac i svećenik (* 1880.)
- 18. svibnja – Milka Trnina, hrvatska operna pjevačica (* 1863.)

### Srpanj – rujan
- 9. srpnja – Božidar Adžija, hrvatski političar i publicist (* 1890.)
- 9. srpnja – Otokar Keršovani, hrvatski publicist (* 1902.)
- 17. srpnja – August Cesarec, hrvatski književnik (* 1893.)
- 14. kolovoza – Paul Sabatier, francuski kemičar i nobelovac (* 1854.)
- 14. kolovoza – Sveti Maksimilijan Kolbe, katolički svetac (* 1894.)
- 3. rujna – Aleksandar Iljin-Ženevski, ruski šahist (* 1894.)
- 9. rujna – Hans Spemann, njemački embriolog, nobelovac (* 1869.)
- 29. rujna – Vilmos Aba-Novák mađarski slikar i grafičar (* 1894.)

### Listopad – prosinac
- 18. studenog – Walther Hermann Nernst, njemački kemičar i nobelovac (* 1864.)
- 15. prosinca – Drinske mučenice, pet časnih sestara Družbe kćeri Božje ljubavi, koje su ubili četnici
- 30. prosinca – El Lissitzky, ruski slikar i arhitekt (* 1890.)

## Nobelova nagrada za 1941. godinu
- Fizika: nije dodijeljena
- Kemija: nije dodijeljena
- Fiziologija i medicina: nije dodijeljena
- Književnost: nije dodijeljena
- Mir: nije dodijeljena

## Vanjske poveznice
|  | Zajednički poslužitelj ima još gradiva o temi 1941. |